# Старые Бегуницы
Старые Бегу́ницы (фин. Suomen Pekunitsa) — деревня в Бегуницком сельском поселении Волосовского района Ленинградской области.

## История
Впервые упоминается в Писцовой книге Водской пятины 1500 года в Ильинском Заможском погосте в Бегуницах как село Бегуницы.
На карте Ингерманландии А. И. Бергенгейма, составленной по шведским материалам 1676 года, обозначена деревня Begunits.
На шведской «Генеральной карте провинции Ингерманландии» 1704 года указана усадьба Begunits hof.
Усадьба Бегуницы обозначена на карте Санкт-Петербургской губернии Я. Ф. Шмидта 1770 года.
Согласно 8-й ревизии 1833 года деревня Старые Бегуницы принадлежала жене полковника М. А. Ессен.
На карте Ф. Ф. Шуберта 1844 года, помимо села Бегуницы, обозначена деревня Старые Бегуницы.
В пояснительном тексте к этнографической карте Санкт-Петербургской губернии П. И. Кёппена 1849 года она записана как деревня Begunitz (Бегуницы) и указано количество её жителей на 1848 год: савакотов —  37 м. п., 32 ж. п., всего 69 человек.
Согласно 9-й ревизии 1850 года деревня Старые Бегуницы принадлежала помещице Ашанде Романовне Эссен (Аглаиде (Аделаиде) Романовне фон Эссен (1827—?)).

БЕГУНИЦЫ СТАРЫЕ — деревня госпожи Эссен, по почтовому тракту, число дворов — 13, число душ — 25 м. п. (1856 год)

Согласно 10-й ревизии 1856 года деревня Старые Бегуницы принадлежала помещице Агланде Романовне Велио.

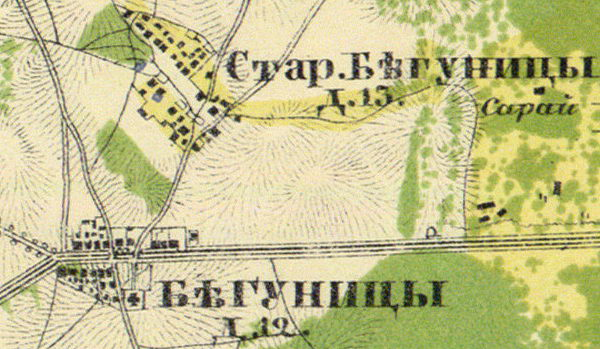
Деревня Бегуницы на карте 1860 года

Согласно «Топографической карте частей Санкт-Петербургской и Выборгской губерний» в 1860 году деревня Старые Бегуницы насчитывала 13 крестьянских дворов.

БЕГУНИЦЫ СТАРЫЕ — деревня владельческая при пруде, по правую сторону Нарвского тракта из Стрельны, в 55¼ верстах от Петергофа, число дворов — 18, число жителей: 43 м. п., 30 ж. п. (1862 год)

В конце XIX века деревня административно относилась к Бегуницкой волости 1-го стана Петергофского уезда Санкт-Петербургской губернии, в начале XX века — 2-го стана. Население деревни было исключительно финским.
Согласно данным переписи населения СССР 1926 года в деревне Старые Бегуницы Бегуницкого сельсовета Бегуницкой волости Троцкого уезда проживали 116 человек, большинство финны, а также русские.
По данным 1933 года деревня Старые Бегуницы входила в состав Бегуницкого сельсовета Волосовского района.

План деревни Старые Бегуницы. 1938 год

Согласно топографической карте 1938 года деревня Старые Бегуницы насчитывала 27 крестьянских дворов.
По данным 1966, 1973 и 1990 годов деревня Старые Бегуницы также входила в состав Бегуницкого сельсовета.
В 1997 году в деревне проживали 12 человек, в 2002 году — 19 человек (все русские), в 2007 году — 14.

## География
Деревня расположена в северной части района на автодороге 41К-349 (Бегуницы — Синковицы), смежно с деревней Бегуницы.
Расстояние до административного центра поселения — 1 км.
Расстояние до ближайшей железнодорожной станции Волосово — 20 км.

## Демография
| 1862 | 2002 | 2007 | 2010 | 2017 |
| ---- | ---- | ---- | ---- | ---- |
| 73   | ↘19  | ↘14  | ↘7   | ↗43  |

### Национальный состав
Согласно данным Всероссийской переписи населения 2021 года в деревне проживали 39 человек, из них:
 русские — 31, грузины — 5, армяне — 2, немцы — 1 человек.